# Buttenwiesen
Buttenwiesen är en kommun och ort i Landkreis Dillingen an der Donau i Regierungsbezirk Schwaben i förbundslandet Bayern i Tyskland.